# Медицина у Броварах

### Історія розвитку медицини уБроварахтаБроварському районі
Наприкінці ХІХ ст. І на початку ХХ ст. територія нинішнього Броварського району належала Остерському повіту Чернігівської губернії. Великими містечками були Бровари, Гоголів, Семиполки, Літки. Бровари і Семиполки були центрами волостей. Медична допомога надавалась амбулаторно.
Першим і єдиним лікарем у Броварах у 1904 році був Ісаак Фельдман, який одночасно виконував обов'язки і терапевта, і хірурга, і акушера-гінеколога, і невропатолога. У 1911 році земство збудувало амбулаторію, де вже працювало 3 фельдшери.
З 20-х років почала розширюватись мережа медичних установ, збільшилась кількість медичних працівників. У 1926 р. у приміщенні амбулаторії був організований стаціонар на 10 ліжок, а через 2 роки їх кількість збільшилась до 25. Завідував лікарнею І. Л. Фельдман. Під час німецької окупації медичні установи були зруйновані, і тільки після визволення Броварів у 1943 р. знову відкрилась амбулаторія.
У повоєнні роки розширюється мережа медичних закладів Броварщини, але рушійний крок у цьому напрямі був зроблений у 1959 р., коли головним лікарем став П. М. Іваненко, який обіймав цю посаду до 1967 р. Це був час інтенсивного будівництва і розвитку.
Будівництво сучасного медичного містечка по вул. Шевченка, 14 завершено в 1971 році. Було побудовано типовий корпус з інфекційним корпусом (всього на 240 ліжок) та будівля поліклініки на 250 відвідувань в зміну.
В 1975 році міськом партії (секретар Ю. М. Соколов), міська та районна ради вирішують побудувати терапевтичний корпус на 240 ліжок. В 1979 році корпус був введений в експлуатацію. В цьому ж році районну поліклініку було розширено з 250 відвідувань в зміну до 600 відвідувань і переведено в 4-х поверхове приміщення на Промвузлі.
В 1981 році було введено в дію новозбудований корпус пологового будинку.
В 1991 році закінчено будівництво і введено в дію дитячу лікарню.
В 1996 році завершено будівництво нового хірургічного корпусу.
В 1998 році побудовано гуртожиток ЦРЛ.
В 2007 році відкрито амбулаторію сімейної медицини в районі житлового масиву «Торгмаш».
В 2011 році завершено будівництво нової районної поліклініки на 1200 відвідувань в зміну із денним стаціонаром на 30 ліжок. З введенням в дію цього потужного лікувально-профілактичного закладу значно зріс об'єм медичної допомоги населенню на етапі первинного звернення пацієнта до лікаря.
Амбулаторно-поліклінічна допомога надається колективом районної поліклініки за 30-ма спеціальностями. Первинну допомогу надають дільничні та сімейні лікарі на 36 лікарських дільницях.
На сьогодні центральна районна лікарня є потужним медичним закладом на 785 ліжок, з яких 125 в дитячій лікарні (всього в районі 900 ліжок, з них: 115 ліжок в сільських дільничних лікарнях), який забезпечує медичне обслуговування населення м. Бровари і Броварського району.
В останні 2 роки значно розширилась можливість надання спеціалізованої допомоги завдяки впровадженню ендоскопічних методів оперативного лікування, впровадженню нейрохірургічної допомоги.
Щорічно зростає спеціалізація відділень стаціонару ЦРЛ. В останні роки створено відділення анестезіології та інтенсивної терапії № 2, що дозволило підняти якість допомоги хворим, що знаходились у важких станах.
З введенням в дію нейрохірургічного відділення (центру) на районному рівні почали отримувати допомогу хворі, які раніше могли отримати її на третинному рівні в м. Києві.
З 2018 року в Броварській центральній лікарні стали доступними обстеження на сучасному комп’ютерному томографі (КТ) та магнітно-резонансному томографі (МРТ) потужністю 1,5 тесла. 
Тенденцію підвищення рівня спеціалізованої допомоги можна продемонструвати роботою кардіологічного відділення, в якому починаючи з 2009 р. виконано тромболізис 32 хворим з гострим інфарктом міокарду, у всіх 32 випадках врятовано життя хворим, впроваджується метод і в неврологічній практиці. Хороші результати роботи демонструють нейрохірургічне, хірургічне, неврологічне та інші відділення.
Сьогодні Броварська ЦРЛ — це нові корпуси, просторі, світлі палати, високопрофесійний медичний персонал.